# Kanaat Kasim
Het kanaat Kasim, ook: Qasim-kanaat (Tataars: Касыйм ханлыгы/Касыйм патшалыгы, Kasyjm chanlygy; Russisch: Касимовское ханство/Касимовское царство, Kasimovskoje chanstvo/Kasimovskoje tsarstvo) was een kanaat onder Tataarse heerschappij en vazal van het grootvorstendom Moskou, welke van 1452 tot 1681 bestond op het grondgebied van de moderne Oblast Rjazan in Rusland. De hoofdstad was Kasimov aan de middelloop van de Oka. Het ontstond uit het land dat vorst Vasili II van Moskou (regeerde 1425–1462) in 1452 schonk aan de Kazanse prins Qasim Khan, zoon van de eerste kan van Kazan Ulug Moxammat.

## Geschiedenis
De oorspronkelijke bevolking bestond uit de Wolga-Finse stammen der Mesjtsjera en Moeroma. Het land stond onder de invloed van de Kievse Roes en Wolga-Bulgarije. De lokale stammen waren schatplichtig aan vorsten van de Roes. Later werd het gebied deel van het vorstendom Vladimir-Soezdal. In 1152 stichtte Joeri Dolgoroeki, de vorst van Vladimir, de stad Gorodets-Mesjtsjorski. 
Na de Mongoolse verovering werd het grondgebied opgenomen in het grondgebied van de Gouden Horde. Turkse kolonisten verschenen in de gebieden, en onder invloed van de Wolga-Bulgaren accepteerden de meeste van hen de islam. Het semi-onafhankelijke vorstendom Mishar Yurt werd opgericht door Hordian Mohammad Shirin Beg. Vanaf 1393 werd het gebied onderdeel van het vorstendom Moskou. Na de Moskouse nederlaag bij de slag bij Soezdal in 1445 verklaarde kan Ulug Moxammad de landen onder Tataarse heerschappij terug te brengen.
Volgens sommige historici voerde Vasili de claim uit en werd Moxammat's zoon Qasim gekroond als heerser van de landen der Mesjtsjera. Het gebied en de hoofdstad werden na hem vernoemd. Een andere versie is dat Qasim in Russische dienst kwam en die landen kreeg om een bufferstaat te creëren tussen het vorstendom Moskou en het kanaat van Kazan. Het kanaat Kasim was echter een vazal van Moskou. Vanaf het begin regeerden kans het territorium van het kanaat, maar de buitenlandse politiek werd gecontroleerd door Moskou.
De lokale Wolga-Finse bevolking werd deels geassimileerd door de Tataren, waardoor de Misjaren ontstonden. Sommige Kazan-Tataren vestigden zich in het gebied en werden Kasim-Tataren genoemd. Ze werden grotendeels geassimileerd door de Misjaren, maar in de stad Kasimov wonen nog steeds ongeveer 1.000 Kasimtataren.
De kans van Kasim namen deel aan alle invallen van Moskou in Kazan (1467-1469, 1487 en 1552). Kan Şahğäli (1515-1567) werd drie keer door Moskou aangesteld als kan van Kazan. Na de verovering van Kazan werd het zelfbestuur van de kans afgeschaft en werd het kanaat bestuurd door Russische vojevoda's. Kans regeerden echter nog steeds plaatselijk. Een van de kans, Simeon Bekboelatovitsj, werd gedoopt en in 1574 uitgeroepen tot Heerser van alle Roes. Hij regeerde nooit echt en werd voor een korte periode als marionet gebruikt door de Russische tsaar Ivan IV. 
Tijdens het bewind van Sayed Borhan Khan (1627-1679) begon Rusland met een beleid van kerstening. Begs, die een status hadden gelijk aan de bojaren, werden tot "dienendeTataren", gelijk aan dvorjanen verlaagd. Dit beleid veroorzaakte een Tataren-opstand in 1656. Na het overlijden van kanbika (koningin) Fatima Soltan in 1681 werd het kanaat afgeschaft.